# Тарантога
Професора Тарантога, повністю Астрал Стерна Тарантога – вигаданий літературний персонаж, головний герой чотирьох п'єс Станіслава Лема, приятель Ійона Тихого із циклу оповідань Зоряні щоденники Йона Тихого. З'являється також у романах Футурологічний конгрес, Огляд на місці та Мир на Землі.
Професор зоряної зоології на Кафедрі Порівняльної Астрозоології Університету Фомальгаут, очільник Комітету Редакційного Видання "Повне зібрання творів Ійона Тихого", член Наукової Ради Тихологічного Інституту та редактор квартальника "Тихіана".
Геніальний науковець і конструктор. Винайшов т. зв. "перигринатор" - апарат для міжзіркових подорожей без рушання з місця, який згинає простір у четвертому вимірі ("Подорож професора Тарантоги") та пристрій для сповільнення і пришвидшення часу, винахідником рідини для виведення неприємних спогадів, банкнот із горизонтальною вісімкою, що символізує нескінченно велику суму грошей, і пристрою для використання марнотратної енергії дітей у формі системи корб, блоків і важелів, що виступають у різні місця в квартирі, які діти штовхають, тягнуть і ковзають, граючись, несвідомо качаючи воду і виробляючи електроенергію ("Подорож дванадцята"). Його найважливішим досягненням було заснування людської цивілізації ("Чорна кімната професора Тарантоги"). Тарантога є відомим і для цивілізацій майбутнього, як це з'ясовується при візиті до професора мандрівника у часі із майбутнього ("Дивний гість прфоесора Тарантоги"). Скептично ставиться до псевдонаукових винаходів ("Приймальна година професора Тарантоги"). Мешкає ймовірно у Кракові, а точніше у великому місті поблизу Бохні ("Подорож професора Тарантоги"). 

## П'єси
- Подорож професора Тарантоги
- Чорна кімната професора Тарантоги
- Дивний гість професора Тарантоги
- Приймальна година професора Тарантоги

## Екранізації
"Подорож професора Тарантоги" - телевізійна вистава 1992 року.

## Переклади українською
- Лем С. Слідство. Катар. Щоденник, знайдений у ванні. П'єси. Пер. з пол.: Іван Сварник, Олекса Негребецький, Олег Король. — Тернопіль: Богдан, 2021. — 632 с. — ISBN 978-966-10-6651-8. («Шестикнижжя Лемове», том 2)